# Gebke (Wennemen)
Die Gebke ist ein 7,4 km langer, orografisch rechter bzw. nördlicher Nebenfluss der Ruhr im nordrhein-westfälischen Hochsauerlandkreis, Deutschland.

## Geographie
Der Bach entspringt etwa 3,3 km nördlich von Meschede im Naturpark Arnsberger Wald auf einer Höhe von 529 m ü. NN. Überwiegend nach Südwesten abfließend mündet der Bach im Osten von Wennemen auf 240 m ü. NN in die Ruhr. Die Gebke überwindet auf 7,4 km Flussstrecke einen Höhenunterschied von 289 m, was einem mittleren Sohlgefälle von 39,1 ‰ entspricht. Der Bach entwässert ein 6,956 km² großes Einzugsgebiet über Ruhr und Rhein zur Nordsee.
Der Bach verläuft teilweise im Landschaftsschutzgebiet Talraum der Gebke zwischen Wennemen und Stockhausen und im Naturschutzgebiet Erlenbruch im Gebketal.